# Rajd Polski 1984
Rajd Polski 1984 (41. Rajd Polski) to kolejna, 41 edycja rajdu samochodowego Rajd Polski rozgrywanego w Polsce. Rozgrywany był od 6 do 7 lipca 1984 roku. Bazą rajdu był Wrocław. Rajd był dwudziestą dziewiątą rundą Rajdowych Mistrzostw Europy w roku 1984 o współczynniku 2 oraz szóstą rundą Rajdowego Pucharu Pokoju i Przyjaźni w roku 1984. Liczył 31 odcinków specjalnych.

## Wyniki końcowe rajdu
| Miejsce                      | Kierowca                     | Pilot                        | Samochód                     | Czas                         | Strata                       |                              |
| Klasyfikacja generalna i ERC | Klasyfikacja generalna i ERC | Klasyfikacja generalna i ERC | Klasyfikacja generalna i ERC | Klasyfikacja generalna i ERC | Klasyfikacja generalna i ERC | Klasyfikacja generalna i ERC |
| ---------------------------- | ---------------------------- | ---------------------------- | ---------------------------- | ---------------------------- | ---------------------------- | ---------------------------- |
| 1                            | Ingvar Carlsson              | Benny Melander               | Mazda RX-7                   | 3:43:58                      | -                            |                              |
| 2                            | Sergiei Vukovich             | Andris Zwingiewich           | Łada 2105 VFTS               | 3:58:35                      | +14:37                       |                              |
| 3                            | Andrzej Koper                | Krzysztof Gęborys            | Renault 5 Alpine             | 4:02:44                      | +18:46                       |                              |
| 4                            | Viktor Moskovskih            | Arvidas Girdauskas           | Łada 2105 VFTS               | 4:04:22                      | +20:24                       |                              |
| 5                            | Radislav Petkov              | Montchev Nedelczo            | Nissan 240 RS                | 4:08:29                      | +24:31                       |                              |
| 6                            | Eugenijus Tumalevičius       | Pranas Videika               | Łada 2105 VFTS               | 4:08:51                      | +24:53                       |                              |
| 7                            | Slavczo Christov             | Stojan Radev                 | Łada 2105 VFTS               | 4:09:50                      | +25:52                       |                              |
| 8                            | Wiktor Polak                 | Małgorzata Bajorska          | Talbot Sunbeam TI            | 4:11:37                      | +27:39                       |                              |
| 9                            | Paweł Przybylski             | Marek Sadowski               | FSO Polonez 1600             | 4:14:02                      | +30:04                       |                              |
| 10                           | Georgi Petrow                | Iwan Tonew                   | Łada 1600                    | 4:14:03                      | +30:05                       |                              |
| Klasyfikacja CoPaF           |                              |                              |                              |                              |                              |                              |
| 1                            | Sergiei Vukovich             | Andris Zwingiewich           | Łada 2105 VFTS               | 3:58:35                      | -                            |                              |
| 2                            | Andrzej Koper                | Krzysztof Gęborys            | Renault 5 Alpine             | 4:02:44                      | +4:09                        |                              |
| 3                            | Viktor Moskovskih            | Arvidas Girdauskas           | Łada 2105 VFTS               | 4:04:22                      | +5:47                        |                              |
| 4                            | Eugenijus Tumalevičius       | Pranas Videika               | Łada 2105 VFTS               | 4:08:51                      | +10:16                       |                              |
| 5                            | Slavczo hristov              | Stojan Radev                 | Łada 2105 VFTS               | 4:09:50                      | +11:15                       |                              |
| 6                            | Paweł Przybylski             | Marek Sadowski               | FSO Polonez 1600             | 4:14:02                      | +15:27                       |                              |
| 7                            | Georgi Petrow                | Iwan Tonew                   | Łada 1600                    | 4:14:03                      | +15:28                       |                              |

| Miejsce                      | Państwo                      | Wyniki                       |
| Klasyfikacja drużynowa CoPaF | Klasyfikacja drużynowa CoPaF | Klasyfikacja drużynowa CoPaF |
| ---------------------------- | ---------------------------- | ---------------------------- |
| 1.                           | ZSRR                         | 8                            |
| 2.                           | Bułgaria                     | 24                           |
| 3.                           | Czechosłowacja               | 33                           |